# (Self-Titled)
(Self-Titled) è il primo album in studio da solista del cantante angloamericano Marcus Mumford, pubblicato nel 2022.

## Tracce
1. Cannibal – 4:00 (Marcus Mumford, Blake Mills)
2. Grace – 4:13 (Mumford, Mills)
3. Prior Warning – 3:30 (Mumford, Julia Michaels, Mills)
4. Better Off High – 4:30 (Mumford, Mills)
5. Only Child – 4:27 (Mumford, Mills)
6. Dangerous Game (featuring Clairo) – 3:01 (Mumford, Clairo, Mills)
7. Better Angels – 3:25 (Mumford, Mills, Robin Pecknold, Tobias Jesso Jr.)
8. Go In Light (featuring Monica Martin) – 3:01 (Mumford, Reuben James, Ethan Gruska, Ryan Beatty, Mills)
9. Stonecatcher (featuring Phoebe Bridgers) – 3:42 (Mumford, Mills)
10. How (with Brandi Carlile) – 3:44 (Mumford, Brandi Carlile)

- Tracce Bonus - Deluxe CD

1. Better Off High (on my phone) – 3:33
2. Grace (on my phone) – 3:23

## Classifiche
| Classifica (2022) | Posizione raggiunta |
| ----------------- | ------------------- |
| Regno Unito       | 4                   |
| Stati Uniti       | 53                  |